# Adahuesca
Adahuesca – gmina w Hiszpanii, w prowincji Huesca, w Aragonii, o powierzchni 52,47 km². W 2011 roku gmina liczyła 182 mieszkańców.